# Araguapaz
Araguapaz es un municipio brasileño del estado de Goiás. Su población estimada en 2007 era de 7.462 habitantes.
Araguapaz está localizado en la microrregión del Río Vermelho, correspondiente a la Microrregión Homogénea 353 del Brasil; su área está comprendida entre los paralelos 14º y 15º de latitud sur y los meridianos 50° y 51° de longitud al este de Greenwich. Ocupa una extensión de 2.127,65 km² 

## Historia
La ocupación del área surgió alrededor del año 1959, con la llegada de Dolzane de Paula Bastos, natural de Orizona. Junto con algunos compañeros penetraron en los bosques abriendo picadas búscando un lugar para habitar, construyeron ranchos y plantaron fincas en las márgenes del arroyo Cambuí y, en 1961, con la celebración de la primera misa se dio inicio del poblado que era conocido como "Caballo Quemado".
Por la Ley Estatal n.º 9.179 del 14 de mayo de 1982, Araguapaz fue elevada a la categoría de Municipio. La economía del municipio se basa en la agricultura.

## Geografía
Gran parte del área del municipio se encuentra en la denominada Peneplanície del Araguaia, donde el relieve presenta una topografía suavemente ondulada. Algunas elevaciones aparecen en la parte centro-oriental destacándose la Sierra Dourada, Sierra de la Bocaína, Sierra de los Dos Hermanos y Morros del Balaio y del Chupador.
La red hidrográfica está compuesta por la cuenca del río del Peixe que es el afluente de la cuenca del río Araguaia. 
El clima, según la clasificación, es del tipo tropical húmedo, presentando una temperatura media anual en torno a los 27 °C. Con estaciones bien definidas de sequía y lluvias regulares en el período de octubre a marzo.
La vegetación predominante es el "Bosqoe Cerrado", que últimamente está cediendo lugar a las plantaciones y pastizales. También aparecen vestígios de bosques ciliares acompañando el curso de los ríos.